# DouYu
DouYu (em chinês: 斗鱼) é um serviço de live streaming e compartilhamento de vídeos chinês. O website é o maior do gênero na China, com 163,6 milhões de usuários ativos mensais em 2019, mais do que os 140 milhões de usuários ativos mensais da Twitch. Em julho de 2019 a DouYu International Holdings Ltd levantou 775 milhões de dólares por meio da oferta pública inicial (IPO) dos EUA e listou-se na NASDAQ com o símbolo de ações DOYU. Foi a maior oferta pública inicial de uma empresa chinesa na Wall Street em 2019. Em 2018 a Douyu faturou 73 milhões de dólares em receitas publicitárias. A Tencent possui cerca de 37% de suas ações.